# Enicospilus purgatus
Enicospilus purgatus là một loài tò vò trong họ Ichneumonidae.